# 3alfa-idrossiglicirretinato deidrogenasi
La 3alfa-idrossiglicirretinato deidrogenasi è un enzima appartenente alla classe delle ossidoreduttasi, che catalizza la seguente reazione:
3α-idrossiglicirretinato + NADP+ ⇄ 3-ossoglicirretinato + NADPH + H+
L'enzima è altamente specifico per i derivati 3α-idrossi del glicirretinato e dei suoi analoghi.  Non è identico alla 3alfa-idrossisteroide deidrogenasi (B-specifica).